# Altinho
Altinho es un municipio brasileño del estado de Pernambuco. Tiene una población estimada en 2020 de 97.984 habitantes.

## Historia
En el siglo XVIII el portugués José Vieira de Melo se instaló en las cercanías del Río Una, fundando una ganadera. Esta instalación dio el nombre a la ciudad de Altinho por su ubicación en altura.
Obtuvo su condición de municipio en 1899.

## Deportes
La ciudad cuenta con el club Altinho Futebol Clube, que juega en el Campeonato Pernambucano.